# Tristețea aurului negru
Tristețea aurului negru este un film românesc din 1994 regizat de Sinișa Dragin.